# Tetartostylus longidentatus
Tetartostylus longidentatus är en insektsart som beskrevs av Pieter D. Theron 1973. Tetartostylus longidentatus ingår i släktet Tetartostylus och familjen dvärgstritar. Inga underarter finns listade i Catalogue of Life.